# Danh sách Tổng thống Israel
Bài này lập danh sách Các Chủ tịch của Hội đồng Chính phủ Lâm thời Israel và các Tổng thống của Israel kể từ sự công nhận của Bản Tuyên ngôn độc lập Israel trong năm 1948.

## Các chủ tịch của Hội đồng Chính phủ Lâm thời Israel (1948-1949)
| Các đảng | Các đảng                               | Các đảng | Các đảng       |
| -------- | -------------------------------------- | -------- | -------------- |
|          | Đảng Mapai/Đảng Liên kết/Đảng Lao động |          | Đảng Phục quốc |

Là Chủ tịch của Hội đồng Chính phủ Lâm thời Israel, Chaim Weizmann là người đứng đầu nhà nước de facto cho đến khi ông được bầu làm Tổng thống.
| Chủ tịch | Chủ tịch  | Chủ tịch                                     | Chủ tịch            | Chủ tịch            | Chủ tịch                                | Năm bầu (Nhiệm kì) |
| STT      | Chân dung | Tên (năm sinh-năm mất)                       | Nhiệm kì            | Nhiệm kì            | Đảng Chính trị (tại thời điểm hiện tại) | Năm bầu (Nhiệm kì) |
| -------- | --------- | -------------------------------------------- | ------------------- | ------------------- | --------------------------------------- | ------------------ |
| 1        |           | David Ben-Gurion דוד בן-גוריון (1886–1973)   | 14 tháng 5 năm 1948 | 16 tháng 5 năm 1948 | Đảng Mapai                              | —                  |
| 2        |           | Chaim Weizmann חיים עזריאל ויצמן (1874–1952) | 16 tháng 5 năm 1948 | 17 tháng 2 năm 1949 | Đảng Phục quốc Israel                   | —                  |

## Các tổng thống của Israel (1949–hiện tại)
| Các đảng | Các đảng       | Các đảng | Các đảng                                  | Các đảng | Các đảng   | Các đảng | Các đảng    | Các đảng | Các đảng |
| -------- | -------------- | -------- | ----------------------------------------- | -------- | ---------- | -------- | ----------- | -------- | -------- |
|          | Đảng Phục quốc |          | Đảng Maipai/ Đảng Liên kết/ Đảng Lao động |          | Đảng Likud |          | Đảng Kadima |          | Độc lập  |

Tổng cộng chín người đã từng làm Tổng thống của Israel, bốn đã đảm nhiệm 2 nhiệm kì liên tiếp. Ngoài ra, một tổng thống, Yitzhak Ben-Zvi, từng đảm nhiệm ba nhiệm kì liên tiếp.
| Tổng thống | Tổng thống           | Tổng thống                                   | Tổng thống           | Tổng thống           | Tổng thống                               | Năm bầu (Nhiệm kì) |           |
| STT        | Chân dung            | Tên (Sinh–Mất)                               | Nhiệm kì             | Nhiệm kì             | Đảng Chính trị (tại thời điểm nhậm chức) | Năm bầu (Nhiệm kì) |           |
| ---------- | -------------------- | -------------------------------------------- | -------------------- | -------------------- | ---------------------------------------- | ------------------ | --------- |
| 1          |                      | Chaim Weizmann חיים עזריאל ויצמן (1874–1952) | 17 tháng 2 năm 1949  | 25 tháng 11 năm 1951 | Đảng Phục Quốc Israel                    | 1949 (1)           | 1949 (1)  |
| 1          | 25 tháng 11 năm 1951 | Chaim Weizmann חיים עזריאל ויצמן (1874–1952) | 9 tháng 11 năm 1952  | 1951 (2)             | 1951 (2)                                 |                    |           |
| 2          |                      | Yitzhak Ben-Zvi יצחק בן צבי (1884–1963)      | 16 tháng 12 năm 1952 | 28 tháng 10 năm 1957 | Đảng Mapai                               | 1952 (3)           | 1952 (3)  |
| 2          | 28 tháng 10 năm 1957 | Yitzhak Ben-Zvi יצחק בן צבי (1884–1963)      | 30 tháng 10 năm 1962 | 1957 (4)             | 1957 (4)                                 |                    |           |
| 2          | 30 tháng 10 năm 1962 | Yitzhak Ben-Zvi יצחק בן צבי (1884–1963)      | 23 tháng 4 năm 1963  | 1962 (5)             | 1962 (5)                                 |                    |           |
| 3          |                      | Zalman Shazar זלמן שז"ר (1889–1974)          | 21 tháng 5 năm 1963  | 26 tháng 3 năm 1968  | Đảng Mapai                               | 1963 (6)           | 1963 (6)  |
| 3          | 26 tháng 3 năm 1968  | Zalman Shazar זלמן שז"ר (1889–1974)          | 24 tháng 5 năm 1973  | 1968 (7)             | 1968 (7)                                 |                    |           |
| 4          |                      | Ephraim Katzir אפרים קציר (1916–2009)        | 24 tháng 5 năm 1973  | 29 tháng 5 năm 1978  | Đảng Liên Kết                            | 1973 (8)           | 1973 (8)  |
| 5          |                      | Yitzhak Navon יצחק נבון (1921–2015)          | 29 tháng 5 năm 1978  | 5 tháng 5 năm 1983   | Đảng Liên Kết                            | 1978 (9)           | 1978 (9)  |
| 6          | không khung          | Chaim Herzog חיים הרצוג (1918–1997)          | 5 tháng 5 năm 1983   | 23 tháng 2 năm 1988  | Đảng Liên Kết                            | 1983 (10)          | 1983 (10) |
| 6          | không khung          | Chaim Herzog חיים הרצוג (1918–1997)          | 23 tháng 2 năm 1988  | 13 tháng 5 năm 1993  | Đảng Liên Kết                            | 1988 (11)          | 1988 (11) |
| 7          |                      | Ezer Weizman עזר ויצמן (1924–2005)           | 13 tháng 5 năm 1993  | 4 tháng 3 năm 1998   | Đảng Lao động                            | 1993 (12)          | 1993 (12) |
| 7          | 4 tháng 3 năm 1998   | Ezer Weizman עזר ויצמן (1924–2005)           | 13 tháng 7 năm 2000  | 1998 (13)            | 1998 (13)                                |                    |           |
| 8          |                      | Moshe Katsav משה קצב (1945–)                 | 1 tháng 8 năm 2000   | 1 tháng 7 năm 2007   | Đảng Likud                               | 2000 (14)          | 2000 (14) |
| 9          |                      | Shimon Peres שמעון פרס (1923–2016)           | 15 tháng 7 năm 2007  | 24 tháng 7 năm 2014  | Đảng Kadima                              | 2007 (15)          | 2007 (15) |
| 10         |                      | Reuven Rivlin ראובן ריבלין (1939–)           | 24 tháng 7 năm 2014  | 7 tháng 7 năm 2021   | Đảng Likud                               | 2014 (16)          | 2014 (16) |
| 11         |                      | Isaac Herzog יצחק "בוז׳י" הרצוג (1960–)      | 7 tháng 7 năm 2021   | Đương nhiệm          | Đảng Lao động                            | 2021 (17)          | 2021 (17) |

## Dữ liệu tiểu sử
| STT | Tên             | Ngày sinh            | Ngày mất            | Nơi sinh                    | Nơi mất   | An táng          |
| --- | --------------- | -------------------- | ------------------- | --------------------------- | --------- | ---------------- |
| 1   | Chaim Weizmann  | 27 tháng 11 năm 1874 | 9 tháng 11 năm 1952 | Motal, Đế quốc Nga          | Rehovot   | Rehovot          |
| 2   | Yitzhak Ben-Zvi | 24 tháng 11 năm 1884 | 23 tháng 4 năm 1963 | Poltava, Đế quốc Nga        | Jerusalem | Har HaMenuchot   |
| 3   | Zalman Shazar   | 24 tháng 11 năm 1889 | 5 tháng 10 năm 1974 | Mir, Đế quốc Nga            | Jerusalem | Mount Herzl      |
| 4   | Ephraim Katzir  | 16 tháng 4 năm 1916  | 30 tháng 5 năm 2009 | Kiev, Đế quốc Nga           | Rehovot   | Rehovot Cemetery |
| 5   | Yitzhak Navon   | 9 tháng 4 năm 1921   | 7 tháng 11 năm 2015 | Jerusalem, Ủy trị Palestine | Jerusalem | Núi Herzl        |
| 6   | Chaim Herzog    | 17 tháng 9 năm 1918  | 17 tháng 4 năm 1997 | Belfast, Vương quốc Anh     | Tel Aviv  | Núi Herzl        |
| 7   | Ezer Weizmann   | 15 tháng 6 năm 1924  | 24 tháng 4 năm 2005 | Tel Aviv, Ủy trị Palestine  | Caesarea  | Or Akiva         |
| 8   | Moshe Katsav    | 5 tháng 12 năm 1945  |                     | Yazd, Iran                  |           |                  |
| 9   | Shimon Peres    | 2 tháng 8 năm 1923   | 28 tháng 9 năm 2016 | Vishnyeva, Ba Lan           | Ramat Gan | Núi Herzl        |
| 10  | Reuven Rivlin   | 9 tháng 9 năm 1939   |                     | Jerusalem, Ủy trị Palestine |           |                  |